# San Vicente de la Cabeza
San Vicente de la Cabeza község Spanyolországban,  Zamora tartományban. San Vicente de la Cabeza Rabanales, San Vitero, Mahide, Riofrío de Aliste és Gallegos del Río községekkel határos. Lakosainak száma 323 fő (2024).

## Népesség
A település népessége az utóbbi években az alábbiak szerint változott:
| Lakosok száma | 613  | 559  | 513  | 481  | 466  | 449  | 403  | 378  | 336  | 323  |
|               | 2001 | 2004 | 2007 | 2009 | 2012 | 2014 | 2017 | 2019 | 2022 | 2024 |